# Somalilandski šiling
Somalilandski šiling je zvanična valuta Somalilanda od 1994. Valuta je uvedena tri godine nako proglašenja nezavisnosti.
Kovanice se proizvode u Engleskoj.
Kurs Somalilendskog šilinga varira između 6.000 and 6.500 šilinga za dolar.